# Petaurista elegans
Il petaurista macchiato (Petaurista elegans Müller, 1840), noto in cinese come Baiban Xiaowushu, è uno scoiattolo volante originario del Sud-est asiatico.

## Tassonomia
Attualmente, gli studiosi riconoscono sette sottospecie di petaurista macchiato:
- P. e. elegans Müller, 1840 (Giava);
- P. e. banksi Chasen, 1933 (Borneo);
- P. e. caniceps Gray, 1842 (Nepal, Sikkim, Myanmar settentrionale, Yunnan e Sichuan);
- P. e. marica Thomas, 1912 (Yunnan e Guangxi);
- P. e. punctatus Gray, 1846 (Indocina e penisola malese);
- P. e. sumatrana Kloss, 1921 (Sumatra);
- P. e. sybilla Thomas e Wroughton, 1916 (Myanmar e Yunnan).

## Descrizione
Con una lunghezza testa-corpo di 29,6-37,5 cm e una coda di 34,7-40,5 cm, il petaurista macchiato è una delle specie più piccole del genere Petaurista. La colorazione varia molto a seconda delle sottospecie. Sul dorso la pelliccia può essere di colore grigio scuro, giallo scuro o ruggine, con molti peli dall'estremità bianca che le danno un aspetto brizzolato o macchiato; il patagio è di colore arancio-rossastro scuro; la coda è dello stesso colore del dorso; il posteriore e la base della coda sono di colore rossiccio scuro uniforme; i margini laterali del patagio sono marrone-rossiccio scuro; l'interno delle orecchie e la zona oculare è di colore ruggine; il ventre è bruno-arancio brillante.

## Distribuzione e habitat
Il petaurista macchiato è una specie molto comune, diffusa nelle regioni settentrionali dell'Asia meridionale, in Cina meridionale e centrale e nel Sud-est asiatico. Nell'Asia meridionale, è presente in Nepal, Bhutan e India nord-orientale, a quote di 3000–4000 m. In Cina, ove è molto diffuso, vive in Yunnan, Sichuan, Guizhou, Xizang, Hunan, Hubei, Shaanxi e Gansu. Nel Sud-est asiatico, è presente un po' ovunque, in Myanmar, Vietnam, Laos, Malaysia, Thailandia e Indonesia (Sumatra, Giava e Borneo). Nella penisola malese si incontra tra i 1000 e i 4000 m di quota.

## Biologia
Il petaurista macchiato vive nelle foreste montane, sia di conifere che di latifoglie. In Cina è presente soprattutto nelle foreste di querce e rododendri a 2100–3600 m, ma si incontra anche nelle foreste di conifere temperate e alpine, a 3000–3600 m. Questa specie è rigorosamente arboricola e notturna e si nutre di foglie di rododendro, gemme e coni di abete. Sebbene talvolta sia stato avvistato in coppie, nelle foreste di querce e abeti, a 30–40 m dal suolo, generalmente conduce vita solitaria. Nidifica nelle cavità delle querce o costruisce un proprio nido fatto di felci tra i rododendri più alti o gli abeti. Di notte questo animale si può individuare grazie al richiamo continuo che emette, simile a una sorta di piagnisteo. Conosciamo ben poco riguardo alle abitudini riproduttive. Le femmine di solito partoriscono uno o due piccoli. Una femmina che stava allattando è stata catturata nel mese di ottobre.

## Conservazione
La principale minaccia per questa specie è la deforestazione (in particolar modo nel Sud-est asiatico), ma essa è ancora molto diffusa e la IUCN la colloca tra le specie a rischio minimo.